# Xã Congress, Quận Morrow, Ohio
Xã Congress (tiếng Anh: Congress Township) là một xã thuộc quận Morrow, tiểu bang Ohio, Hoa Kỳ. Năm 2010, dân số của xã này là 2.701 người.